# (300050) 2006 UX166
(300050) 2006 UX166 es un asteroide perteneciente al cinturón de asteroides, descubierto el 21 de octubre de 2006 por el equipo del Mount Lemmon Survey desde el Observatorio del Monte Lemmon, Arizona, Estados Unidos.

## Designación y nombre
Designado provisionalmente como 2006 UX166.

## Características orbitales
2006 UX166 está situado a una distancia media del Sol de 3,032 ua, pudiendo alejarse hasta 3,366 ua y acercarse hasta 2,698 ua. Su excentricidad es 0,110 y la inclinación orbital 11,04 grados. Emplea 1928,52 días en completar una órbita alrededor del Sol.

## Características físicas
La magnitud absoluta de 2006 UX166 es 15,9.